# АЭС Цзиньшань
АЭС Цзиньшань (Чинь Шань) (кит. 金山核能發電廠) — остановленная атомная электростанция в Тайване.
Станция расположена на севере острова в агломерации Нью-Тайбэй в 30 км на север от столицы страны Тайбэя.
Строительство первого энергоблока АЭС Цзиньшань продолжавшееся шесть лет, закончилось в 1978 году. Таким образом, Цзиньшань стала первой АЭС Тайваня. Всего на станции запустили два реактора кипящего типа производства General Electric. Мощность каждого составляет 636 МВт и оба они действуют на 2016 год. Общая мощность АЭС Цзиньшань составляет 1272 МВт.
Уже в 2018 году закончится лицензия на эксплуатацию первого реактора, а в 2019 – и второго. В 2015 году стали проводиться исследования по демонтажу АЭС. Планируется потратить 18,2 млрд. долларов на полный демонтаж АЭС Цзиньшань. Тем не менее, купить металлопрокат со станции не получится, так как срок демонтажа АЭС займет минимум 25 лет. Все оборудование, включая металлопрокат в изделиях, пройдут несколько ступеней дезактивации, прежде чем покинуть территорию станции.
Первый энергоблок остановлен 6 декабря 2018 года, второй — 16 июля 2019 года. 

## Инциденты
В июле 2013 году на Тайвань обрушился тайфун. В результате произошло засорение различного рода мусором очистных сооружений АЭС. Также были повреждены линии электропередач.
В августе 2013 года на АЭС Цзиньшань обнаружили утечку радиоактивной воды, которая происходила в период с 2010 года. Протекали бассейны выдержки  отработавшего ядерного топлива.

## Энергоблоки
| Энергоблок  | Тип реакторов | Мощность | Мощность | Начало строительства | Физпуск    | Подключение к сети | Ввод в эксплуатацию | Закрытие   |
| Энергоблок  | Тип реакторов | Чистый   | Брутто   | Начало строительства | Физпуск    | Подключение к сети | Ввод в эксплуатацию | Закрытие   |
| ----------- | ------------- | -------- | -------- | -------------------- | ---------- | ------------------ | ------------------- | ---------- |
| Цзиньшань-1 | BWR, BWR-4    | 604 МВт  | 636 МВт  | 02.06.1972           | 16.10.1977 | 16.11.1977         | 10.12.1978          | 06.12.2018 |
| Цзиньшань-2 | BWR, BWR-4    | 604 МВт  | 636 МВт  | 07.12.1973           | 09.11.1978 | 19.12.1978         | 15.07.1979          | 16.07.2019 |